# Зајст
Зајст (хол. Zeist) је град у Холандији, у покрајини Утрехт, неколико километара источно од града Утрехта. Прво насеље на територији данашњег града датира од 838. године, а крајем 12. века у варошици је изграђена прва црква. Према процени из 2014. у граду је живело око 61.000 становника.